# Moe Rocks Terrastock
Moe Rocks Terrastock je druhé koncertní album Maureen Tucker. Album vyšlo jen v Japonsku. Hraje zde i dřívější člen skupiny The Velvet Underground Doug Yule.

## Seznam skladeb
| Pořadí | Název                 | Délka |
| ------ | --------------------- | ----- |
| 1.     | Spam Again            | 5:17  |
| 2.     | I Wanna               | 3:08  |
| 3.     | I'm Sticking with You | 2:34  |
| 4.     | Crackin' Up           | 4:08  |
| 5.     | That's B.A.D.         | 6:28  |
| 6.     | Mey Mersh!            | 2:48  |
| 7.     | Fired Up              | 3:07  |
| 8.     | Bo Diddley            | 9:23  |

## Sestava
- Maureen Tucker – rytmická kytara, zpěv
- Greg Beshers – sólová kytara, zpěv
- John Abbey – basová kytara, zpěv
- John Slugget – bicí
- Doug Yule – piáno, kytara, zpěv